# Кемінмаа
Кемінмаа (фін. Keminmaa) — громада у Фінляндії, в провінції Лапландія. Населення становить 8 565 осіб (на 2011); площа — 645,79 км². Щільність населення — 13,7 чол/км². Межує з громадами: Кемі, Симо, Торніо і Тервола. 

## Населені пункти
На території громади розташовані такі села: Гірмула, Іймола, Ітякоскі, Йокісуу, Лаура, Лаутіосаарі, Ліедаккала, Мауле, Пьорхьоля, Руоттала (велика частина на території Торніо), Сомпу'ярві, Тьормя, Віїтакоскі. 

## Демографія
На 31 січня 2011 в громаді Кемінмаа проживало 8565 чоловік: 4305 чоловіків і 4260 жінок. 
Фінська мова є рідною для 99,28% жителів, шведська — для 0,17%. Інші мови є рідними для 0,52% жителів громади. 
Віковий склад населення: 
- до 14 років — 18,55%
- від 15 до 64 років — 64,52%
- від 65 років — 17,02%

Зміна чисельності населення за роками:  
| Рік  | Чисельність |
| ---- | ----------- |
| 1980 | 7721        |
| 1990 | 9143        |
| 2000 | 8930        |
| 2010 | 8573        |
| 2011 | 8565        |